# Blue Stack Mountains
Blue Stack Mountains är en bergskedja i republiken Irland. Den ligger i grevskapet County Donegal och provinsen Ulster, i den norra delen av landet.
Blue Stack Mountains sträcker sig 11,1 km i öst-västlig riktning. Den högsta toppen är Lavagh More, 671 meter över havet.